# زنگوله زرد
زنگوله زرد (نام علمی: Fritillaria pudica) نام یک گونه از سرده لاله واژگون است.